# Ташлинський район
Ташли́нський район (рос. Ташлинский район) — муніципальний район Оренбурзької області Російської Федерації.
Адміністративний центр — село Ташла.

## Географія
Розташований район в південно-західній частині Оренбурзької області. Межує з Первомайським, Сорочинським, Новосергієвським, Ілецьким, Тоцьким районами області, а по річці Урал — з Казахстаном. Загальна протяжність кордону Ташлинського району становить 407,3 км.

## Історія
Район утворений в 1934 році.

## Населення
Населення — 23480 осіб (2019; 25281 в 2010, 26886 у 2002).

## Адміністративний поділ
Район адміністративно поділяється на 18 сільських поселень:
| Поселення                     | Площа, км² | Населення, осіб (2002) | Населення, осіб (2010) | Населення, осіб (2019) | Центр       | Населені пункти |
| ----------------------------- | ---------- | ---------------------- | ---------------------- | ---------------------- | ----------- | --------------- |
| Алексієвська сільська рада    | 124,49     | 1126                   | 1023                   | 951                    | Алексієвка  | 1               |
| Благодарнівська сільська рада | 152,75     | 998                    | 877                    | 769                    | Благодарне  | 2               |
| Болдиревська сільська рада    | 222,10     | 1161                   | 921                    | 811                    | Болдирево   | 3               |
| Бородінська сільська рада     | 113,69     | 693                    | 575                    | 474                    | Бородінськ  | 1               |
| В'язовська сільська рада      | 169,25     | 959                    | 891                    | 831                    | В'язове     | 3               |
| Зарічна сільська рада         | 130,05     | 602                    | 554                    | 497                    | Зарічне     | 1               |
| Калінінська сільська рада     | 228,41     | 1769                   | 1709                   | 1568                   | Калінін     | 4               |
| Кінделинська сільська рада    | 265,26     | 1546                   | 1483                   | 1277                   | Кінделя     | 1               |
| Новокаменська сільська рада   | 285,81     | 1562                   | 1333                   | 1123                   | Новокаменка | 4               |
| Придолинна сільська рада      | 176,36     | 877                    | 824                    | 656                    | Придолинний | 2               |
| Раннівська сільська рада      | 240,30     | 1034                   | 995                    | 812                    | Раннє       | 3               |
| Степановська сільська рада    | 155,80     | 974                    | 857                    | 708                    | Степановка  | 3               |
| Степна сільська рада          | 315,28     | 1991                   | 1671                   | 1536                   | Степний     | 3               |
| Ташлинська сільська рада      | 122,59     | 6819                   | 7180                   | 7570                   | Ташла       | 2               |
| Трудова сільська рада         | 141,94     | 1119                   | 1090                   | 1047                   | Трудове     | 2               |
| Чорнояровська сільська рада   | 249,31     | 1142                   | 1041                   | 897                    | Чорноярово  | 3               |
| Шестаковська сільська рада    | 93,27      | 692                    | 507                    | 380                    | Шестаковка  | 2               |
| Яснополянська сільська рада   | 253,83     | 1822                   | 1750                   | 1573                   | Ясна Поляна | 4               |

## Найбільші населені пункти
Нижче подано перелік населених пунктів з чисельність населення понад 1000 осіб:
| № | Населений пункт | Населення, осіб (2002) | Населення, осіб (2010) |
| - | --------------- | ---------------------- | ---------------------- |
| 1 | Ташла           | 6688                   | 7061                   |
| 2 | Кінделя         | 1546                   | 1483                   |
| 3 | Степний         | 1248                   | 1170                   |
| 4 | Алексієвка      | 1126                   | 1023                   |

## Господарство
Агропромисловий комплекс є найбільшим сектором економіки району. Провідною його галуззю є землеробство. Загальна площа земельного фонду району становить 344 049 гектарів, з них землі сільгосппризначення налічують 296 596 га.